# سیلون کورینیه
سیلون کورینیه (فرانسوی: Sylvain Curinier‎؛ زادهٔ ۱۵ مارس ۱۹۶۹) قایقران کانو اهل فرانسه بود.